# Longan
Longans ou longanas (em chinês: 龍眼; pinyin: lóngyǎn; em cantonês: long-ngan; "olhos-de-dragão"; nome científico: Dimocarpus longan), são frutas usadas frequentemente em sopas, lanches, sobremesas e comidas agridoces na Ásia Oriental. Os frutos são redondos com uma casca fina mas dura, de cor castanho-claro.  A sua polpa, que envolve um caroço grande e preto, é branca, macia e suculenta e, para alguns, seu sabor - não sua textura - lembra o do abacate maduro.
As árvores de longans e lichias frutificam na mesma época do ano. Longans secos (conhecidos como 圓肉, em Pinyin yuánròu; literalmente: polpa redonda) são usados frequentemente na culinária e fitoterapia chinesa.  O longan é considerado um fruto possuidor de alto valor nutritivo. Para a medicina tradicional chinesa o logan, assim como a lichia, é um tipo de alimento altamente Yang.

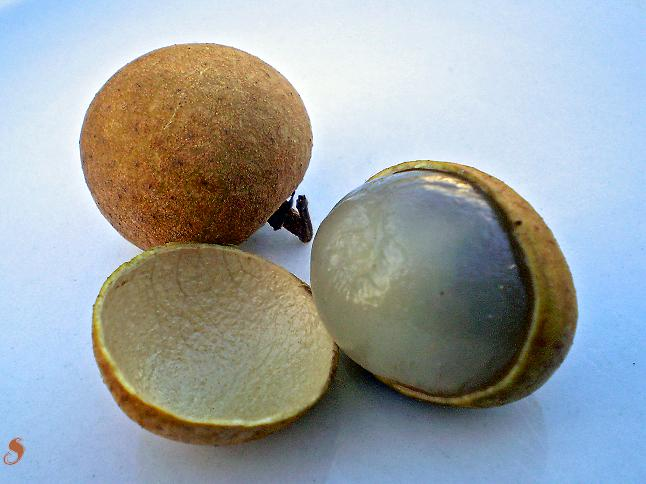
Longan inteiro e aberto